# Dendropicos spodocephalus
El pito gris oriental (Dendropicos spodocephalus) es una especie de ave piciforme de la familia Picidae que vive en África. Algunos taxónomos lo consideran una subespecie de Dendropicos goertae.